# Freebird Airlines
Freebird Airlines (tiếng Thổ Nhĩ Kỳ: Hürkuş Havayolu Taşımacılık ve Ticaret A.Ş.) là một hãng hàng không điều lệ của Thổ Nhĩ Kỳ có trụ sở tại Florya, Bakirköy, Istanbul. Trụ sở của nó là Sân bay Istanbul Atatürk với các căn cứ thứ cấp tại Sân bay Antalya và Sân bay Dalaman.

## Lịch sử
Hãng được thành lập vào tháng 6 năm 2000 và bắt đầu hoạt động từ ngày 05 tháng 4 năm 2001 với một dịch vụ giữa Istanbul và Lyon sử dụng một McDonnell Douglas MD-83 máy bay. Vào tháng 11 năm 2003, hãng đã nhận được chiếc máy bay Airbus A320-200 đầu tiên của mình và ngày nay, đội bay được tạo thành hoàn toàn bằng loại này.

## Điểm đến
Freebird Airlines khai thác các chuyến bay điều lệ kỳ nghỉ đến châu Âu, Lebanon và Iran từ các khu nghỉ mát của Thổ Nhĩ Kỳ.

## Phi cơ
Kể từ tháng 4 năm 2019, đội bay của Freebird Airlines bao gồm các máy bay sau: Mỗi máy bay đều có đuôi màu khác nhau.
| Phi cơ          | Phục vụ | Đơn đặt hàng | Hành khách |
| --------------- | ------- | ------------ | ---------- |
| Airbus A320-200 | 9       | —            | 180        |
| Tổng cộng       | 9       | —            |            |

## Chú ý
Trang này được dịch sang tiếng Việt từ trang Freebird Airlines